# Oryzoborus
Az Oryzoborus a madarak osztályának verébalakúak (Passeriformes) rendjébe és a tangarafélék (Thraupidae) családjába tartozó nem.

## Rendszerezés
A nemet Jean Cabanis írta le 1851-ben, jelenlegi besorolása vitatott, egyes szervezet a Sporophila nembe sorolják ezt a 6 faj is:
- Oryzoborus nuttingi[2] vagy Sporophila nuttingi[1]
- Oryzoborus funereus[2] vagy Sporophila funerea[1]
- Oryzoborus angolensis[2] vagy Sporophila angolensis[1]
- vastagcsőrű rizstörő (Oryzoborus crassirostris[2] vagy Sporophila crassirostris)[1]
- Oryzoborus maximiliani[2] vagy Sporophila maximiliani[1]
- Oryzoborus atrirostris[2] vagy Sporophila atrirostris[1]